# Myles Smith
Myles Smith, född 3 juni 1998 i Luton, är en brittisk sångare och låtskrivare. Han är mest känd för sin singel "Stargazing", som släpptes i maj 2024.
Myles Smiths karriär påbörjades i augusti 2020, då han laddade upp covervideor av andra artisters låtar, på TikTok. En av dessa covers, "Sweater Weather" (av det amerikanska alternativrockbandet The Neighbourhood), blev viral under år 2022, så mycket att den till slut släpptes som en egen singel i februari 2023. I början av 2024 fick han skivkontrakt med det Sonyägda skivbolaget RCA Records.
Smith uppträdde under sommaren 2024 som supportakt under Benjamin Ingrossos musikturné Better Days Tour. Han anslöt sig till denna turné på Stadion i Stockholm den 9 augusti 2024.